# Hiroito de Moraes Joanides
Hiroito de Moraes Joanides (Morretes, 1936 - São Paulo, 1992) foi um criminoso brasileiro. Ficou conhecido como "O Rei da Boca do Lixo" entre o final da década de 1950 e início da seguinte.
Nascido no litoral paranaense, era filho de descendentes de gregos (seu primeiro nome foi uma homenagem ao imperador japonês) e em 1948 mudou-se para a cidade de São Paulo com a família. Aos 21 anos, foi acusado pela morte de seu pai mas nunca foi condenado, e após este fato, começou a frequentar a região chamada de Boca do Lixo. Conquistando espaço neste local e embalado pelo uso de cocaína, maconha e anfetaminas, em pouco tempo passou a comandar a prostituição com recursos nada convencionais, como espancamentos de prostitutas, matando seus inimigos, concorrentes e comprando delegados. 
Após 172 passagens por delegacias da capital paulista, foi preso em flagrante por assassinato em 1962 e condenado a prisão. Em 1970 saiu da prisão e escreveu sua autobiografia com o título "Boca do Lixo". Em 1992, O Rei da Boca do Lixo morreu de causas naturais.
Em 2010 o cineasta Flávio Frederico lançou o filme Boca baseado na historia contada por Hiroito em seu livro.